# ポンキッキシリーズ
ポンキッキシリーズでは、フジテレビ系列で1973年4月以降リニューアルされながら2018年3月までほぼ継続的に放送された幼児・子供向けバラエティ番組。
本項では地上波・BSで放送されたテレビシリーズについて記述する。
本項にて記述している地上波番組の放送期間・放送時間はフジテレビ（制作局、関東地区）のものとする。

## 番組変遷
| 放送局   | 地上波FNS         | BSフジ           |
| 開始年月 | 本編番組          | 派生番組         |
| -------- | ----------------- | ---------------- |
| 1973.04  | ひらけ!ポンキッキ | ※なし            |
| 1993.10  | ポンキッキーズ    | ※なし            |
| 2000.12  | ポンキッキーズ    | Myポンキッキーズ |
| 2001.04  | ポンキッキーズ21  | Myポンキッキーズ |
| 2005.04  | ポンキッキーズ    | Myポンキッキーズ |
| 2006.04  | ポンキッキ        | Myポンキッキ     |
| 2007.04  | ※なし             | ガチャピンClub   |
| 2008.04  | Beポンキッキ      | ガチャピンClub   |
| 2011.04  | beポンキッキーズ  | ガチャピンClub   |
| 2013.04  | beポンキッキーズ  | ※なし            |
| 2017.04  | ポンキッキーズ    | ※なし            |
| 2018.04  | ※なし             | ※なし            |
| 2018.07  | ※なし             | ガチャムク       |

## 地上波番組

### ひらけ!ポンキッキ
1973年4月から1993年9月まで放送。開始初期は平日午後の放送だったが、フジテレビの当時の社長である鹿内信隆の要望で1975年から朝8時台に放送。発達心理学の専門家にも意見を求めながら、新しいかたちの教育番組を目指した。
有名な『およげ!たいやきくん』をはじめとするオリジナルソングの放映や、文字や数字など基本的概念やしつけに関わる幼児教育について簡潔に伝えるショートスケッチの放送がメイン。これに全編にわたって、進行役の“おねえさん”と番組キャラクターであるガチャピン、ムックの掛け合いが挟まった。
ペギー葉山が出演していた1988年3月頃までと、うしろ髪ひかれ隊が主題歌を歌っていたそれ以降の時期とでは内容にも多くの変化がある。朝番組となって以降は同じく子供番組の『ママとあそぼう!ピンポンパン』と放送時間が連続し、続けて見ていた視聴者も多かった（ピンポンパンは1982年3月に放送を終了）。

### Super Kids Zone ポンキッキーズ
1993年10月から2001年3月まで放送。前番組が主に幼児教育を中心においていたのに対し、小学生以上も含めた総合的な子供番組を目指した。レギュラーやゲストとして数多くのタレントを起用。時代を見越し、CG映像なども駆使した新しいスタイルを取り入れた。しかし視聴者の中心となる子供層の生活スタイルが急激に変化するなか、放送時間についても試行錯誤を繰り返さざるを得なかったことから変動が激しかった。
当初は『ひらけ!ポンキッキ』同様朝に放送していたが、1994年4月から『めざましテレビ』の放送開始を受けて放送時間が夕方に移行した。しかし十分な定着ができず、同年10月から再び朝に放送するようになった（CGキャラクターのコニーちゃんが登場したのはこれ以降）。その後1999年4月からは再度夕方の放送に移行（爆笑問題のコーナー『爆チュー問題』はこの時期から放送）。同年10月からは放送時間も縮小。2000年4月からは土曜日朝のみの放送になった。

### ポンキッキーズ21
2001年4月から2005年3月まで放送。前番組の末期から引き続き、土曜早朝の放送。
21世紀に入った新年度よりリニューアル。メイン司会は20th Centuryの井ノ原快彦。前番組の末期からブラザートム、はしのえみ（2004年降板）に加えて、爆チュー問題も引き続き出演した。「サタキッズ」などの視聴者参加企画も行われた。

### ポンキッキーズ
2005年4月から2006年3月まで放送。放送時間は土曜の早朝。月曜の夕方にはローティーン向けの派生番組『ガチャガチャポン!』を放送。
『ポンキッキーズ21』がリニューアルし、再び番組名が『ポンキッキーズ』となった。1時間番組だった『ポンキッキーズ21』の内容が縮小され、30分番組となった。

### ポンキッキ
2006年4月から2007年3月まで放送。30分番組。放送時間は局によって完全に異なり、系列局であっても編成上の都合から放送を見合わせた局もあった。
番組が大幅にリニューアル。ガチャピン、ムック、コニーちゃんなど一部を除いて出演者が総入れ替えされ、ウエンツ瑛士が新たにMCに就任。枠内で『ひらけ!ポンキッキ』以降継続して放送された『きかんしゃトーマス』も引き続き放映した（『ポンポン ポロロ』と隔週で放送）。スタジオセットは無く、野外でのロケが中心となり、短いサイクルでいくつものコーナーを放映するスタイルで、月替わりでミュージシャンのカバーによる童謡を紹介した。
『ポンキッキ』の放送終了によってフジテレビ地上波のレギュラー子供番組は全て終了し、『ポンキッキシリーズ』は次回作よりBSへ舞台を移すこととなる。

### 祝50周年!!ガチャピン・ムック誕生日会!みんなともだちSP
2023年4月2日、シリーズが開始してちょうど50周年になるのを記念し、日曜16:05 - 17:25（関東地区は『日曜スペシャル』）で記念番組を放送。『ポンキッキーズ』第3期以来5年振り、地上波では『ポンキッキ』以来16年振りの放送となる（いずれも「令和」では初）。

### ガチャピン・ムックのこれからもずっとともだちSP
2024年3月16日、土曜14:00 - 14:55（関東地区は『土曜スペシャル』第1部）で放送。

## BS番組
以下は、BSフジにて放映。

### Super Kids Zone Beポンキッキ
『ポンキッキ』から1年の間を空け、BSフジにて放映を開始。2008年4月から2011年4月まで放送。平日朝に30分放送。
ガチャピン、ムックらおなじみのキャラクターに加え、ダンテ・カーヴァー、南明奈、マイク眞木らも出演。

### beポンキッキーズ
2011年4月から2017年3月まで放送。一時期は土・日を含む毎日放送された。
2012年からシリーズ初の子役MCに鈴木福、谷花音が出演。2015年にはシリーズ20年ぶりの「歌のおねえさん」を公募した。

### ポンキッキーズ
2017年4月から放送。日曜の週一回55分放送。
三度題名が『ポンキッキーズ』となり、90年代の地上波放送時のスタイルを踏襲した形へリニューアル。メインMCに春風亭昇々、藤原さくらが出演。
2018年3月をもって番組終了が発表され、『ポンキッキシリーズ』は45周年の節目をもって終焉を迎えることとなった。
同年7月8日より後継番組として、『ガチャムク』が放送開始された。